# قفل الوقت

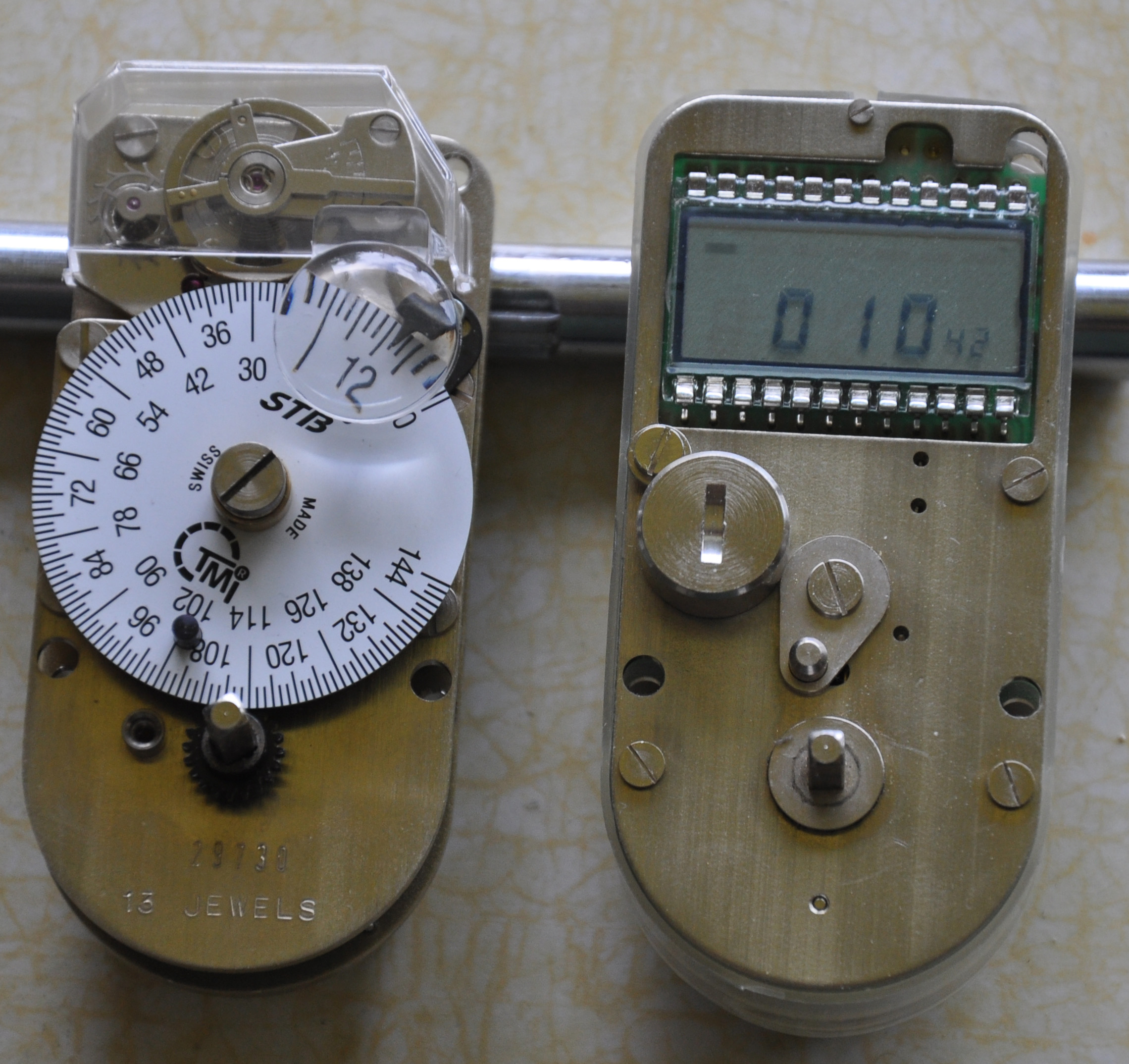
قفل وقت إلكتروني وأخر كلاسيكي

هو جزء من آلية قفل توجد عادة في خزائن البنوك, فهو عبارة عن مؤقت مصمم لمنع فتح الخزنة إلا في وقت محدد حتى إذا كان كلمة السر صحيحة يتم تثبيت أقفال الوقت داخل باب الخزنة وعادة يتكون من ثلاثة أقفال زمنية على الباب، أول قفل يصل إلى (0) سيسمح بالوصول إلى الخزنة ؛ واللأثنان الاخران يستخدمان لأغراض النسخ الاحتياطي.
تم إنشاء الاقفال الزمنية لمنع المجرمين من اختطاف وتعذيب الشخص (الأشخاص) الذي يعرف كلمة السر، ثم استخدام المعلومات المستخرجة لاحقًا للسطو على الخزنة، أو لإيقاف دخول الموظفين المصرح لهم في أوقات الخاطئة. وقد تم اختبار فاعليته الأقفال في 29 مايو 1875 في جريت بارينجتون بولاية ماساتشوستس ، عندما اختطفت عصابة من اللصوص عائلة المصرفي فريدريك ، فشلت خطة العصابة بسبب القفل الزمني الذي تم تثبيته قبل أيام قليلة من وقوع الحادثة واللصوص تركوا الأسرى بدون ضرر.
تحتوي أقفال الوقت الإلكترونية الحديثة على بعض الوظائف المطورة التي كانت غير المتاحة لأقفال الوقت الميكانيكية، مثل ( أجهزة ضبط الوقت القابلة لإعادة الضبط والأوقات المحددة مسبقًا للتنشيط )